# En teori om retfærdighed
En teori om retfærdighed (en: "A Theory of Justice") er en politisk- og moralfilosofisk bog af John Rawls. I En teori om retfærdighed forsøger Rawls at løse problemet med distributiv retfærdighed ved at argumentere for den traditionelle filosofiske samfundspagt mellem samfundets individer. Resultatet er teorien om "Retfærdighed som fairness", hvorfra Rawls udleder sine to berømte retfærdighedsprincipper: "Frihedsprincippet" og "Differensprincippet". En teori om retfærdighed blev oprindeligt udgivet i 1971 og revideret både i 1975 og 1999. I 2005 blev værket oversat til dansk af Mogens Chrom Jacobsen på Det lille forlag.
En teori om retfærdighed er opdelt i løsningen af to spørgsmål:
- Hvordan fastlægger man principperne for et samfund, således at det er retfærdigt?
- Hvordan ser disse principper ud?

Kontraktteorien som Rawl finder frem til har før været brugt i den politisk-filosofiske tradition. Denne indgik i bl.a. Thomas Hobbes' og John Lockes politiske filosofi og kom til udtryk som en pagt mellem individerne der ønskede at oprette et samfund. Rawls omskrivning af denne kontraktteori bygger på præmissen om verificerbarhed og afviser altså enhver form for metafysik og "naturtilstand" i hans kontraktteori. Den analytiske filosofi havde kritiseret de traditionelle naturretsfilosoffer for at antage en mængde metafysiske og ikke-verificerbare præmisser, bl.a. om menneskets "natur". Som eksempel mente Locke at mennesket grundlæggende var fornuftigt og derudover havde en lang række rettigheder forud for samfundet. Men hans begrundelse for disse var intuitiv evidens som ikke gik at begrunde. Denne præmis er blevet stærk kritiseret af bl.a. den danske retsfilosof Alf Ross. Rawls undgår dette ved at opfinde en strengt hypotetisk kontraktteori der tager udgangspunkt i den såkaldte oprindelige position (som ikke er det samme som Lockes "naturtilstand"). I denne position er forholdene retfærdige og individerne kan derfor finde frem til nogle retfærdige principper for samfundet.
Rawls mente, at man skulle forestille sig, at dem der beslutter hvordan samfundet skal bygges op sidder bag et uvidenhedens slør – a veil of ignorance. De ved således ikke hvor i samfundet de selv bliver placeret. Om de er rige eller fattige – kloge eller knap så begavede.
På den måde vil de forsøge at bygge et samfund, hvor der tages udstrakt hensyn til de dårligst stillede, fordi de selv risikerer at blive født på samfundets bund uden særlige evner. Et samfund efter de principper, som er indgået bag uvidenhedens slør vil blive retfærdigt, fordi alle vil kunne tilslutte sig.
Ud fra denne måde at indgå i samfundskontakten mente Rawls at kunne bygge et samfund med stor grad af lighed. Dog er ulighed tilladt, hvis det betyder at også de svageste får bedret deres kår.
Rawls kombinerer traditionelle liberale værdier som tolerance og personlig frihed med et udstrakt hensyn til de dårligst stillede. Mange har derfor opfattet hans teori som et forsvar for noget i stil med den skandinaviske velfærdsstat (den såkaldte universelle velfærdsmodel). Rawls selv var dog ret tilbageholdende med at fortælle, hvordan et samfund mere konkret skal se ud, for at være retfærdigt. Han forestiller sig, at hans principper både kan realiseres inden for rammerne af et socialistisk såvel som et socialliberalistisk samfund.